# دانیلا رایمر
دانیلا رایمر (انگلیسی: Daniela Reimer؛ زادهٔ ۲۶ سپتامبر ۱۹۸۲) قایقران روئینگ اهل آلمان است.